# Протесты в Бразилии (2013 год)

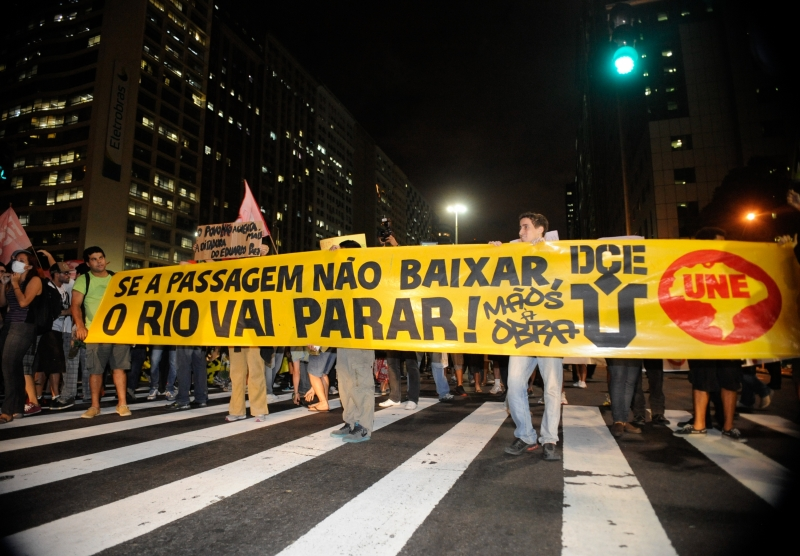
Протестующие на улицах Рио-де-Жанейро. На транспаранте написано: «Se a passagem não baixar, o Rio vai parar!», что означает «Если цена проезда не понизится, то Рио остановится!»

Протесты в Бразилии 2013 года — начались в июне 2013 года. Примерно 200 тысяч человек приняли участие в демонстрациях.

## Причины
Непосредственным поводом протестных выступлений стало недовольство граждан повышением стоимости проезда в общественном транспорте на 7 % (2.7 до 3 R$, или с 40 до 44.5 рублей).
Однако, по-видимому, в основе протеста лежат более глубокие причины: недовольство части общества социальной политикой властей, коррупцией, ничем не ограниченными действиями полицейских и огромными тратами на проведение спортивных соревнований (по мнению участников акций, у них в стране есть другие более важные проблемы, чем организация футбольных состязаний).
Но по официальным данным властей Бразилии, только в 2012 году правительство потратило R$ 79,5 миллиардов на здравоохранение и R$ 66,5 миллиардов на образование бразильцев, что уже в несколько раз больше, чем планированные траты страны на проведение футбольных соревнований, которые в общей сложности выйдут в сумму R$ 27,1 миллиардов.
В средствах массовой информации Бразилии тоже разногласия по мнениям причин протестов. По мнению публикаций на сайте «Le Monde Diplomatique Brasil», большие монополии СМИ, не рассказывают всю историю за протестами. Из текста Десять соображений о демонстрациях (порт.) (2011-18-06). — «Тактика средств массовой информации и правых секторов изменились. Раньше это было нападение и делегитимации любых демонстраций или претензионных актов, как это было сделано бесчисленное количество раз в забастовках, оккупации территории движением MST (Движения Безземельных) или движениями за жильё. На этот раз назначение протестантов как "бандиты" и "хулиганы" не прижилось. Тактика теперь сделана так, чтобы протест потерял свои изначальные характеристики.[...]Кроме того, говорят о высоких индексах преступления без упоминания структур, которые поддерживают социальное, экономическое  и пространственное неравенство. Что работает как топливо для широкой, общественной ненадежности. И притворяются как будто бы не участвуют в этих структурах.[...]». Дата обращения: 2013-21-06. Архивировано 28 июня 2013 года.

## Хроника
Акции протеста начались в июне 2013 года. Изначальной их причиной называлось повышение стоимости проезда в общественном транспорте на 20 %, но затем начало выясняться недовольство части общества социальной политикой властей, коррупцией, жёсткой экономией средств на здравоохранение и огромными тратами на проведение спортивных соревнований. По всей стране прокатились многомиллионные акции протеста. Оппозиционные партии потребовали немедленной отставки президента Бразилии Дилмы Русефф и проведения расследования против неё по подозрению в финансовых нарушениях. Ранее президент оказалась в центре коррупционного скандала с нефтегазовой компанией «Petrobras», заподозренной в заключении сомнительных сделок на общую сумму 22 миллиарда, в которой она семь лет занимала должность председателя. 14 октября 2015 года Дилма Русефф заявила, что не намерена поддаваться давлению, и обвинила оппозицию в попытке государственного переворота путем смещения её с должности и организации атмосферы ненависти в стране. 2 декабря 2015 года оппозиция обвинила Дилму Русефф в причастности к нарушениям налогового законодательства и использованию госсредств для своей избирательной кампании в 2014 году. В отношении президента Бразилии была запущена процедура импичмента. 18 апреля 2016 года палата депутатов одобрила импичмент президенту. 12 мая 2016 года сенат Бразилии одобрил отстранение Дилмы Русефф от должности президента. Во время голосования сенаторов у здания сената собрались сотни сторонников Дилмы Русефф. Полиции пришлось разгонять протестующих с помощью слезоточивого газа. В ответ на это Русефф распустила правительство. В числе отстраненных членов правительства — главы всех ключевых министерств, включая министра финансов и главу президентской администрации. 31 августа 2016 года сенат Бразилии окончательно проголосовал за импичмент президента Дилмы Русефф. Новым президентом стал вице-премьер страны Мишел Темер.

## Последствия
Роспуск правительства и импичмент президенту.

## Пострадавшие
По данным местных СМИ, в результате массовых беспорядков в одном из крупнейших бразильских городов Рио-де-Жанейро, количество пострадавших составляет примерно 29 человек, из них 20 сотрудники полиции. Демонстранты камнями забросали сотрудников правоохранительных органов, произвели поджог припаркованного автомобиля и учинили погром в здании городского собрания. Трое из демонстрантов получили огнестрельные ранения ног и груди.

## Реакция в мире
Демонстрациям в Бразилии уже придумали несколько названий. «Уксусная революция», потому что многие демонстранты приходят на митинг с уксусом, который помогает снизить последствия воздействия слезоточивого газа. Кроме того, «20-процентная революция», так как именно на 20 % были повышены цены за проезд на общественном транспорте.